# Weilbuch
Weilbuch est une localité autrichienne. Elle fait partie de la commune de Eggelsberg du district de Braunau am Inn en Haute-Autriche.